# Ландскрунский троллейбус
Троллейбус Ландскруны — единственная троллейбусная система Швеции. Состоит из одной линии протяжённостью в три километра, соединяющей железнодорожный вокзал с центром города. Самая короткая троллейбусная система в мире.

## История
В 2001 году старый вокзал Ландскруны был заменён новым, расположенным довольно далеко от центра (в отличие от прежнего). В качестве компенсации было решено соединить новый вокзал с центром при помощи современной транспортной системы. Трамвай был сочтён слишком дорогим, а автобус — недостаточно привлекательным. Поэтому было решено проложить троллейбусную линию.
Строительство контактной сети началось 30 января 2003 года. Первые пробные поездки троллейбусов состоялись в июне, а 27 сентября состоялось официальное открытие системы. Троллейбусное движение в Ландскруне открывали не только современные троллейбусы, но и присутствовавший в качестве гостя старинный троллейбус, прежде работавший в Копенгагене.
Общая стоимость ландскрунского троллейбуса (строительство инфраструктуры и закупка подвижного состава) составила примерно сорок миллионов шведских крон (около 4,3 миллиона евро).

## Описание системы
Троллейбусная система Ландскруны состоит из одной линии, соединяющей вокзал с центром города (район Шеппсбрун). Протяжённость линии — три километра. Имеется семь остановок. Маршрутный номер троллейбусной линии — 3. Депо расположено в 0,9 км от линии, при этом депо не связано с линией проводами, и троллейбусы перемещаются между депо и линией на аккумуляторах.
Троллейбусы ходят примерно раз в десять минут. Поездка по линии (в один конец) занимает примерно восемь минут.
Остановки: Вокзал (Stationen) — Северный лазарет (Lasarettet Norra) — Вилан (Vilan) — Улица Артиллерии (Artillerigatan) — Ратушная площадь (Rådhustorget) — София Альбертина (Sofia Albertina) — Центр (Шеппсбрун) (Centrum (Skeppsbron))

## Подвижной состав
Подвижной состав системы — всего четыре троллейбуса Trollino производства польской фирмы Solaris. На машинах установлено электрооборудование производства фирмы Ганз.
Кроме бортовых номеров, троллейбусы также имеют имена собственные: Elvira, Ellen и Ella (первые две буквы — от слова «электричество»), закуплен ещё один троллейбус имя дано ему Elvis.
Так как в Швеции (как и в большинстве стран за пределами СНГ) троллейбусы формально приравниваются к автобусам, троллейбусы Ландскруны имеют регистрационные госзнаки (номера).
Основные характеристики ландскрунских троллейбусов:
- Двигатель: один, трёхфазный асинхронный, 165 кВт
- Скорость: до 65 км/ч
- Ёмкость аккумуляторов: 30 ампер·часов при 360 В
- Длина: 12 м
- Ширина: 2,55 м
- Высота: 3,5 м
- База: 5,9 м
- Сидячих мест: 30
- Стоячих мест: 55
- Рабочее напряжение: 750 В
- Ускорение при разгоне: 1,3 м/с2
- Масса 12,7 тонны